# Comitê Paralímpico Europeu
O Comitê Paralímpico Europeu é uma organização internacional sem fins lucrativos que conta com adesão de 48 Comitês Paralímpicos Nacionais, cinco sucursais europeias de organizações internacionais específicas sobre esportes para deficientes e uma Federação Independente de Esporte Paralímpico. Sua sede está localizada na cidade de Viena, Áustria.
A instituição é a responsável pela Organização dos Jogos da Juventude do Comitê Paralímpico Europeu. Além disso, este comitê atua como uma organização que promove e defende os interesses coletivos dos Comités Paralímpicos Nacionais, Organização Internacional de Desporto para Deficientes ou Federação Internacional de Esporte Paralímpico e atletas europeus com deficiência.

## História
O Comitê Paralímpico Europeu foi fundado originalmente em novembro de 1991 como o Comitê Europeu do Comitê Paralímpico Internacional, posteriormente foi registrado como uma entidade independente e, também, adotou o seu nome atual, em 1999.

## Membros
Na tabela a seguir, os Comitês Paralímpicos Nacionais com o ano em que foram criados. O ano em que foram reconhecidos pelo Comitê Paralímpico Internacional também é dado, caso seja diferente do ano em que o Comitê Paralímpico Nacional foi criado. 
| País                 | Code | Comitê Paralímpico Nacional                                                                   | Criado | Ref.  |
| -------------------- | ---- | --------------------------------------------------------------------------------------------- | ------ | ----- |
| Albânia              | ALB  | Comitê Paralímpico Nacional Albanês                                                           |        | [ 3 ] |
| Alemanha             | GER  | Comitê Paralímpico National da Alemanha                                                       |        | [ 3 ] |
| Andorra              | AND  | Comitê Paralímpico de Andorra                                                                 |        | [ 3 ] |
| Armênia              | ARM  | Comitê Paralímpico Nacional Armênio                                                           |        | [ 3 ] |
| Áustria              | AUT  | Comitê Paralímpico Austríaco                                                                  |        | [ 3 ] |
| Azerbaijão           | AZE  | Comitê Paralímpico Nacional da República do Azerbaijão                                        |        | [ 3 ] |
| Bélgica              | BEL  | Comitê Paralímpico Belga                                                                      |        | [ 3 ] |
| Bielorrússia         | BLR  | Comitê Paralímpico da República da Bielorrússia                                               |        | [ 3 ] |
| Bósnia e Herzegovina | BIH  | Comitê Paralímpico da Bósnia e Herzegovina                                                    |        | [ 3 ] |
| Bulgária             | BUL  | Associação Paralímpica Búlgara                                                                |        | [ 3 ] |
| Chipre               | CYP  | Comitê Paralímpico Nacional do Chipre                                                         |        | [ 3 ] |
| Croácia              | CRO  | Comitê Paralímpico Croata                                                                     |        | [ 3 ] |
| Dinamarca            | DEN  | Comitê Paralímpico da Dinamarca                                                               |        | [ 3 ] |
| Eslováquia           | SVK  | Comitê Paralímpico Eslovaco                                                                   |        | [ 3 ] |
| Eslovênia            | SLO  | Comitê Paralímpico da Eslovênia - Federação Esportiva para Deficientes da Eslovênia           |        | [ 3 ] |
| Espanha              | ESP  | Comitê Paralímpico Espanhol                                                                   |        | [ 3 ] |
| Estônia              | EST  | Comitê Paralímpico Estoniano                                                                  |        | [ 3 ] |
| Finlândia            | FIN  | Comitê Paralímpico Finlandês                                                                  |        | [ 3 ] |
| França               | FRA  | Comitê Paralímpico e Esportivo Francês                                                        | 1992   | [ 3 ] |
| Geórgia              | GEO  | Comitê Paralímpico Georgiano                                                                  |        | [ 3 ] |
| Grã-Bretanha         | GBR  | Associação Paralímpica Britânica                                                              | 1989   | [ 3 ] |
| Grécia               | GRE  | Comitê Paralímpico Helênico                                                                   |        | [ 3 ] |
| Hungria              | HUN  | Comitê Paralímpico Húngaro                                                                    |        | [ 3 ] |
| Ilhas Faroé          | FRO  | Comitê Paralímpico das Ilhas Faroé                                                            |        | [ 3 ] |
| Irlanda              | IRL  | Conselho Paralímpico da Irlanda                                                               |        | [ 3 ] |
| Islândia             | ISL  | Associação Esportiva Islandesa para Deficientes                                               |        | [ 3 ] |
| Israel               | ISR  | Comitê Paralímpico de Israel                                                                  |        | [ 3 ] |
| Itália               | ITA  | Comitê Paralímpico Italiano                                                                   |        | [ 3 ] |
| Letônia              | LAT  | Comitê Paralímpico Letão                                                                      |        | [ 3 ] |
| Liechtenstein        | LIE  | Liechtensteiner Behinderten Verband                                                           |        | [ 3 ] |
| Lituânia             | LTU  | Comitê Paralímpico Lituano                                                                    |        | [ 3 ] |
| Luxemburgo           | LUX  | Comitê Paralímpico de Luxemburgo                                                              |        | [ 3 ] |
| Macedônia            | MKD  | Comitê Paralímpico Macedônio - Federação de Esporte e Recreação para Deficientes da Macedônia |        | [ 3 ] |
| Malta                | MLT  | Federação das Associações Esportivas de Malta para Pessoas com Deficiência                    |        | [ 3 ] |
| Moldávia             | MDA  | Comitê Paralímpico da Moldávia                                                                |        | [ 3 ] |
| Montenegro           | MNE  | Comitê Paralímpico Nacional do Montenegro                                                     |        | [ 3 ] |
| Noruega              | NOR  | Confederação dos Esportes e Comitê Olímpico e Paralímpico Norueguês                           |        | [ 3 ] |
| Países Baixos        | NED  | Comitê Paralímpico Nacional dos Países Baixos                                                 |        | [ 3 ] |
| Polônia              | POL  | Comitê Paralímpico Polonês                                                                    |        | [ 3 ] |
| Portugal             | POR  | Comitê Paralímpico de Portugal                                                                | 2008   | [ 3 ] |
| República Tcheca     | CZE  | Comitê Paralímpico Tcheco                                                                     |        | [ 3 ] |
| Romênia              | ROU  | Comitê Paralímpico Nacional                                                                   |        | [ 3 ] |
| Rússia               | RUS  | Comitê Paralímpico da Rússia                                                                  |        | [ 3 ] |
| Sérvia               | SRB  | Comitê Paralímpico da Sérvia                                                                  |        | [ 3 ] |
| Suécia               | SWE  | Organização Esportiva Sueca para Deficientes e Comitê Paralímpico Sueco                       |        | [ 3 ] |
| Suíça                | SUI  | Comitê Paralímpico Suíço                                                                      |        | [ 3 ] |
| Turquia              | TUR  | Comitê Paralímpico Turco                                                                      | 2002   | [ 3 ] |
| Ucrânia              | UKR  | Comitê Paralímpico Nacional da Ucrânia                                                        |        | [ 3 ] |